# Naqareh khanehs torn

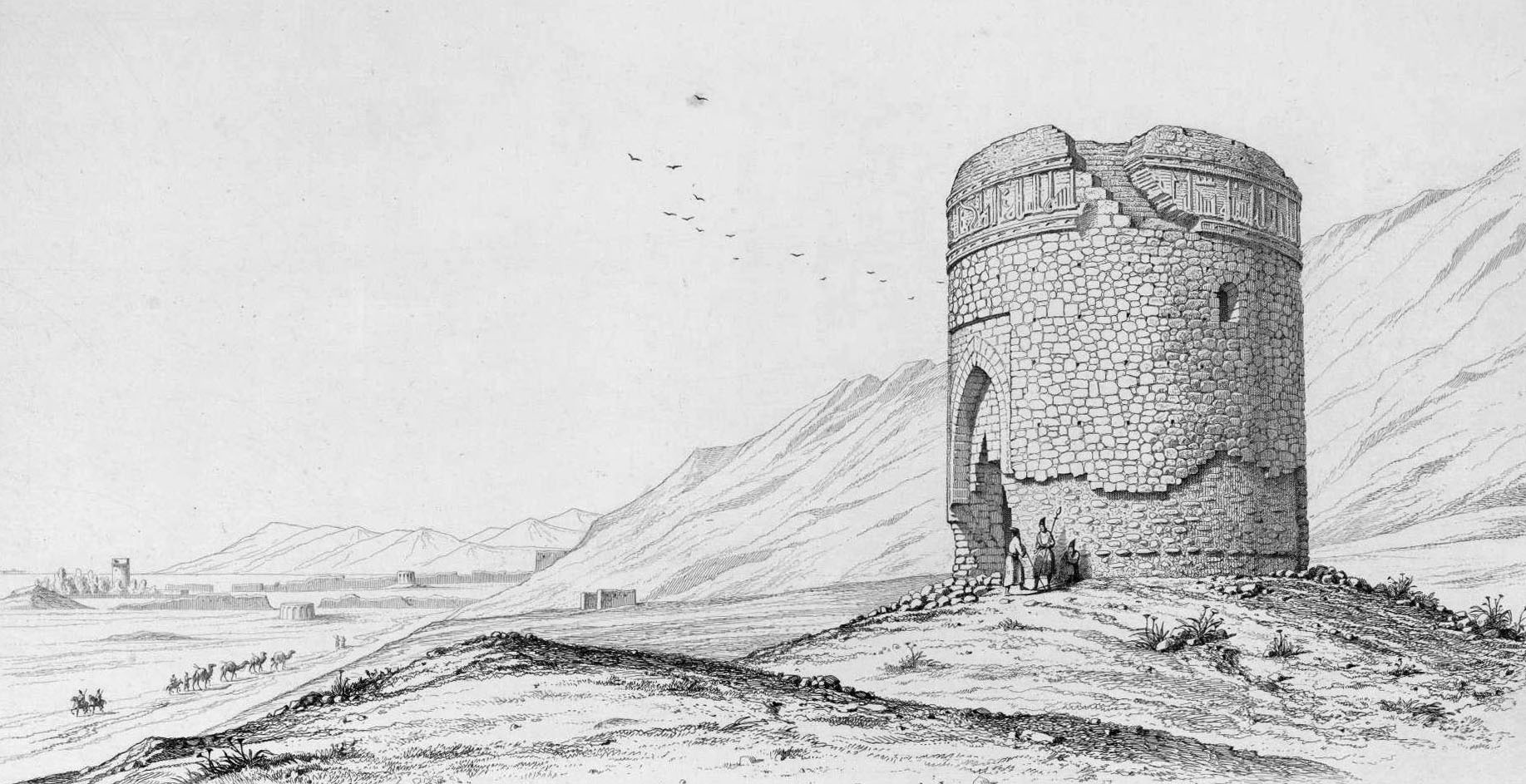
Naqareh khanehs torn.

Naqareh khanehs torn (persiska: برج نقاره‌خانه) ligger uppe på Naqareh khaneh-berget i Rey i Teheran. Det tre meter höga tegelhuset bygges för cirka 1 000 år sedan av en person som hette Bozorg Omid (eller Bozorjumie) för hans personliga användning. Enligt vissa forskare är det möjligt att tornet var ett mausoleum tillhörande en seldjukisk kung.